# Roter Löwe (Schiff, 1597)
Roter Löwe (auch Güldener Löwe, Goldener Löwe, Der Rothe Leu, Rother Löwe, Roth-Löwe oder Goldener Leu) war der Name einer Galeone, die von 1601 bis 1608 in preußischen militärischen Diensten stand. Das Endschicksal ist unbekannt.

## Technische Daten
- Galeone, Zweidecker
- Kiellegung: Unbekannt, fertiggestellt 1597
- Bauwerft: Unbekannt, Niederlande
- Größe: ca. 120 Salzlasten, d. h. 240 bis 250 Tonnen
- Länge: ca. 98 Amsterdamer Fuß, d. h. ca. 28 m
- Breite: ca. 28 Amsterdamer Fuß, d. h. ca. 8 m
- Masten: 3
- Bewaffnung: 18 Kanonen, davon 6 Steinstücke
- Besatzung: Unbekannt

## Geschichte
Das 1597 in den Niederlanden gebaute Schiff wurde vor dem Hintergrund des Schwedisch-Polnischen Krieges 1601 von den Oberräten der Stadt Königsberg, seinerzeit die Hauptstadt des Herzogtums Preußen, für den Herzog bzw. Administrator des Herzogtums Georg Friedrich I. angekauft, um Pillau als Hafen Königsbergs vor schwedischen Kriegsschiffen zu schützen. Der Kaufpreis betrug 5000 Gulden. (Pesch, S. 4)
Von 1601 und 1602 sowie 1605 und 1606 diente sie als Wachtschiff vor Pillau, 1601 unter Kapitän Peter Hintze (auch Hinzen geschrieben). Im Winter wurde das Schiff abgetakelt und lag in Pillau. Als Heckflagge diente die schwarzweiß gestreifte Flagge des Heimathafens Königsberg, am Großtopp eine ebenfalls schwarzweiß gestreifte Flagge, die jedoch zusätzlich den roten brandenburgischen Adler besaß. Offenbar wurde 1601 ein weiteres Schiff, das wahlweise Admiral oder Samson hieß, für 333 Gulden von unbekannt angemietet. Zu diesem Zeitpunkt diente die Roter Löwe offenbar als Flaggschiff unter Admiral Georg von Eppingen. (Pesch, S. 4)
1608 segelte die Galeone unter dem Schiffer Johann Fett mit einer Ladung Holz nach Lissabon, wo es mitsamt der Ladung verkauft wurde. Das Endschicksal ist unbekannt.
Am 9. Februar 1651 lief das Schiff, laut einer zeitgenössischen, deutschsprachigen Nachricht aus Genua, in den Hafen von Genua ein. In der genannten Nachricht heißt es wörtlich: "Vergangener Tagen ist das Schieff der Rothe Löw genannt im Portt alhier [Genua] eingeloffen, bringt mit was gestalten".

## Rekonstruktionsgeschichte
Offenbar in den 1950er Jahren rekonstruierte Rolf Hoeckel die Geschichte der Galeone und fertigte Pläne für den Modellbau an. Diese wurden mit anderen Plänen 1957/58 unter dem Titel „Schiffsrisse zur Schiffbaugeschichte I u. II“ in Burg (Robert Loef-Verlag) publiziert. Der Robert Loef-Verlag wurde, wann ist unbekannt, vom VEB Hinstorff-Verlag übernommen und konnte dadurch sein maritimes Programm erweitern.
Von dem Schiff sind außer der Größe von rund 120 Salzlasten keine weiteren technischen Angaben bekannt. Ebenso wenig existiert eine originäre bildliche Darstellung. Alle Daten wurden um 1969 von Hoeckel, Robert Loef und Hans Szymanski auf der Grundlage vergleichbarer niederländischer Schiffe hochgerechnet bzw. geschätzt.